# Ле-Люк-сюр-Булонь
Ле-Люк-сюр-Булонь (фр. Les Lucs-sur-Boulogne) — коммуна на западе Франции, регион Пеи-де-ла-Луар, департамент Вандея, округ Ла-Рош-сюр-Йон, кантон Эзне. Расположена в 19 км к северу от Ла-Рош-сюр-Йона и в 40 км к югу от Нанта, в 16 км от автомагистрали А83. 
Население (2019) — 3 522 человека.

## История
Происхождение поселения восходит к галло-римскому периоду. Согласно этимологии, слово Лукус означало «священное дерево». Считается, что это поселение было важным религиозным центром для местного кельтского населения. Кроме того, на территории деревни Пети-Люк был найден каменный алтарь того периода, который, как считается, служил для культа друидов. До революции коммуна состояла из двух приходов: Гран-Люк, в котором проживало около 2000 человек, и Пти-Люк, расположенный дальше на восток, в котором проживало 150 человек.
Ле-Люк-сюр-Булонь известен массовым убийством населения коммуны, совершенном 28 февраля 1794 года так называемыми «адскими колоннами» республиканцев во время Вандейского мятежа. Колонна под командованием генерала Этьена Корделье, преследуя отступавших роялистов, жестоко расправлялась со всеми попавшимися ей по дороге мирными жителями. На мемориальной доске в часовне Пети-Люка указаны имена 564 человек, убитых в этот день (Резня в Ле-Люк-сюр-Булони).
В память об этом печальном событии на территории коммуны был построен мемориал жертвам Вандейского мятежа, в открытии которого 25 сентября 1993 года принимал участие Александр Солженицын. В 2006 году в Ле-Люк-сюр-Булони также был открыт Музей истории Вандеи.

## Достопримечательности
- Церковь Святого Петра в Гран-Люк
- Часовня Нотр-Дам в Пети-Люк
- Мемориал жертвам Вандейского мятежа
- Музей истории Вандеи, включенный в список главных музеев Франции

## Экономика
Структура занятости населения:
- сельское хозяйство — 12,2 %
- промышленность — 26,8 %
- строительство — 19,1 %
- торговля, транспорт и сфера услуг — 19,7 %
- государственные и муниципальные службы — 22,3 %

Уровень безработицы (2018) — 6,3 % (Франция в целом —  13,4 %, департамент Вандея — 10,5 %). 

Среднегодовой доход на 1 человека, евро (2019) — 21 190 (Франция в целом — 21 730, департамент Вандея — 21 550).

## Демография
Динамика численности населения, чел.

## Администрация
Пост мэра Ле-Люк-сюр-Булонь с 2001 года занимает Роже Габорьё (Roger Gaborieau). На муниципальных выборах 2020 года возглавляемый им список был единственным.
| Период | Период | Фамилия      | Партия                                       | Примечания                                                                                 |
| ------ | ------ | ------------ | -------------------------------------------- | ------------------------------------------------------------------------------------------ |
| 1965   | 1998   | Поль Базен   | Разные правые Союз за французскую демократию | фармацевт, член Регионального совета Пеи-де-ла-Луар, член Генерального совета департамента |
| 1998   | 2001   | Жанин Фурнье |                                              |                                                                                            |
| 2001   |        | Роже Габорьё | Разные правые                                | владелец типографии                                                                        |

## Галерея
- Часовня Нотр-Дам
- Музей истории Вандеи
- Мемориал жертвам Вандейского мятежа